# CD Alcazar

Escudo del equipo

El CD (Club Deportiu) Alcázar és un club de bàsquet que està situat a la ciutat de Maó, a l'illa de Menorca (Illes Balears). Les seves vestimentes són de color vermell i blanc i tenen un pavelló construït al centre de la ciutat: "Sínia Costabella". Aquest club es dedica a la formació i al desenvolupament de jugadors de bàsquet.

## Història[calcitació]

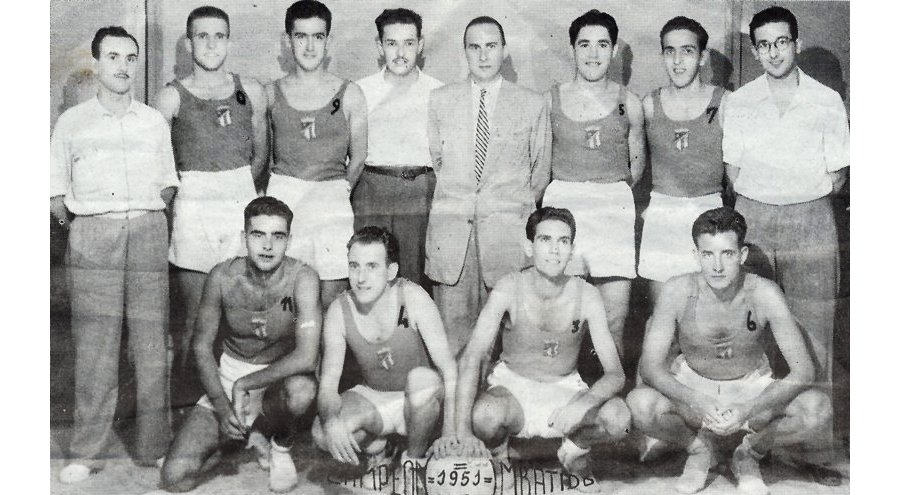
Equipo masculino 1951

El Club Esportiu Alcázar va néixer el 20 d'octubre de 1944 de la mà d'un militar mallorquí, el Sergent D. Juan Nicolás Barceló, i gràcies a l'ajut de Pedro Gomila i a la cooperació del Pare Petrus. Des de la seva fundació, el club va acollir una àmplia gamma d'esports: futbol, rem, atletisme, ciclisme, escacs, hoquei sobre patins, boxa i bàsquet, sent el seu propòsit fomentar la pràctica de l'esport en general entre la joventut de Maó.
Durant els anys seixanta es va consolidar el bàsquet com a principal esport del Club, especialment amb la consecució del títol de Campió de Balears arribat l'any 1966.
A la temporada 76/77, el primer equip del CD Alcázar, després d'una gran campanya a Tercera Divisió Catalana-Balear Masculina i sent un fet històric en el Club i en el bàsquet menorquí, accedeix a la recent creada Segona Divisió (el que avui dia es podria comparar a la Lliga EBA).
Durant cinc temporades, el quadre vermellenc va lluitar en la categoria nacional, sense perdre mai la seva màxima, l'"amateurisme". Va ser precisament per això que a la temporada 82/83 de nou l'equip va descendir a tercera Divisió Balear Masculina. Tot i això, mai es va perdre la il·lusió ni les ganes de seguir treballant i créixer com a club. La recompensa a aquest treball va arribar a la temporada 88/89, quan de nou l'equip va pujar a Segona Divisió. La categoria, però, es va perdre definitivament en la següent temporada (89/90).
Mentrestant, també l'equip femení va aconseguir una gesta important en el bàsquet balear. A la temporada 78/79 van ascendir a Segona Divisió Femenina, (màxima categoria del bàsquet femení en aquells moments). Malauradament, la categoria es va perdre l'any següent per motius econòmics.
Finalment, el 1993, l'aposta pel bàsquet femení és evident i el C.D. Alcázar inscriu un nou equip en la categoria Senior Femenina, impulsat per la mateixa inèrcia de la seva pedrera que comença a nodrir a l'equip sènior. Fins a arribar als nostres dies, en els quals l'equip de 1a nacional segueix essent el referente de los equipos femeninos.
El día 25 d'octubre de 2008, el CD Alcázar va veure complir un dels seus somnis. La inauguració d'un nou pavelló anomenat "Sínia Costabella" que servirà per acollir als gairebé 400 jugadors que estan inscrits en el CD Alcázar.
Les darreres fites històriques aconseguides per aquest Club es van viure la passada temporada 2009/10, en la que per primera i única vegada en la història del Club els dos equips Júnior (femení i masculí) es van proclamar campions de Balears i pocs dies després, per completar l'exitosa temporada, el dia 11 d'abril de 2010 l'equip de 1a Nacional masculí aconseguia l'ascens a Lliga EBA.
D'aquesta manera, el CD Alcázar comença una nova etapa en una categoria nacional amb equips en totes les categories inferiors.